# Ginásio Poliesportivo Adib Moysés Dib
O Ginásio Poliesportivo Adib Moysés Dib, também conhecido como Ginásio Poliesportivo de São Bernardo, é um ginásio poliesportivo localizado no bairro Parque Anchieta, no município de São Bernardo do Campo, no estado de São Paulo, Brasil. Foi inaugurado em 22 de maio de 1999 com um amistoso entre a Seleção Brasileira e a Seleção Cubana de vôlei, e conta com capacidade para 7.200 espectadores, sendo um dos maiores do estado, atrás somente do Ginásio do Ibirapuera em São Paulo e do Pedrocão, em Franca. Custou cerca de R$5.7 milhões. Também é palco das partidas de voleibol do São Bernardo Vôlei e do time masculino; ambas equipes disputaram edições da elite do voleibol nacional.
Ocasionalmente, o ginásio recebe competições de diversas modalidades esportivas, como handebol, futsal, judô, badminton, além de receber eventos como feirões de emprego.
O ginásio foi palco de abertura e de encerramento da edição de 2006 dos Jogos Abertos do Interior, bem como da abertura da edição de 2017 do mesmo evento, sediada em conjunto com as cidades de São Caetano do Sul, Santo André, Mauá e Ribeirão Pires.